# Столоша
Столоша — река в России, протекает в Максатихинском и Лесном районах Тверской области. Исток реки находится у деревни Черниково Буденовского сельского поселения Максатихинского района. Устье реки находится в 212 км по правому берегу реки Молога. Длина реки составляет 12 км.

## Данные водного реестра
По данным государственного водного реестра России относится к Верхневолжскому бассейновому округу, водохозяйственный участок реки — Молога от истока и до устья, речной подбассейн реки — Реки бассейна Рыбинского водохранилища. Речной бассейн реки — (Верхняя) Волга до Куйбышевского водохранилища (без бассейна Оки).
Код объекта в государственном водном реестре — 08010200112110000006061.